# Anomala plagiata
Anomala plagiata är en skalbaggsart som beskrevs av Hermann Burmeister 1855. Anomala plagiata ingår i släktet Anomala och familjen Rutelidae. Inga underarter finns listade i Catalogue of Life.